# 130 nm

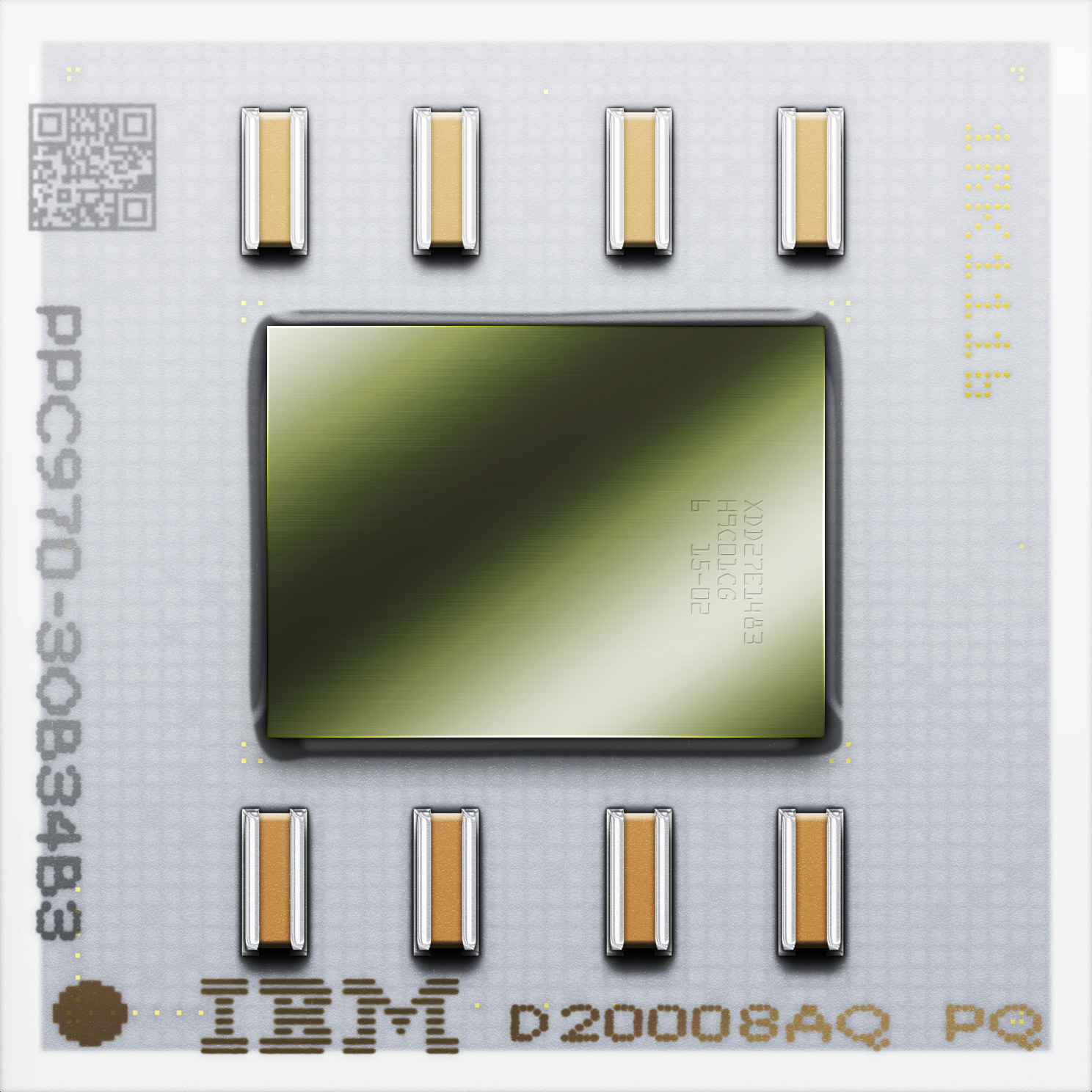
Processeur PowerPC-970 gravé en 130 nm.

130 nm désigne la technologie de gravure de microprocesseurs qui a été atteinte dans les années 2000-2001 par les principaux fabricants, à savoir Intel, AMD, Infineon, Texas Instruments, IBM, et TSMC.

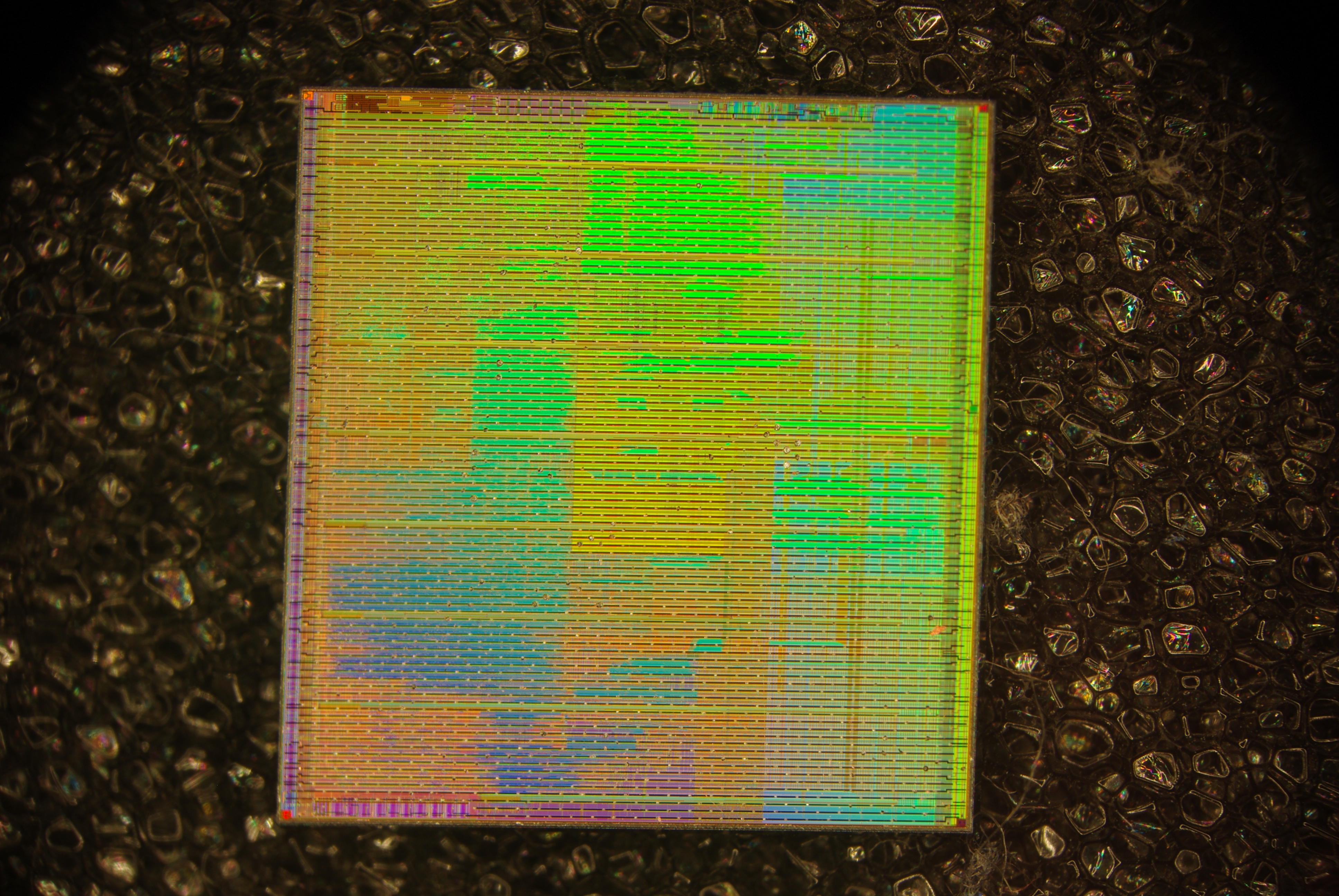
Vue du die du microprocesseur Intel Pentium 4. Seule la couche de connexions est visible en surface.

Selon la feuille de route de l'ITRS le successeur du 130 nm est la technologie 90 nm.

## Microprocesseurs gravés en130nm
- IBM PowerPC 970[1]
- Intel Pentium M et Pentium 4
- AMD Athlon XP et MP